# Rara Kalai
Rara Kalai – gaun wikas samiti w zachodniej części Nepalu w strefie Karnali w dystrykcie Mugu. Według nepalskiego spisu powszechnego z 2011 roku liczył on 265 gospodarstw domowych i 1557 mieszkańców (774 kobiety i 783 mężczyzn).